# Elecciones en las Islas Feroe
Las Islas Feroe eligen una legislatura a nivel nacional. El Parlamento Faroés (Løgtingið en Faroés) tiene 33 parlamentarios electos para un plazo de cuatro años por representación proporcional. Las Islas Faroe tienen un sistema multipartidista en el que se disputa entre la independencia y el unionismo y entre la izquierda y la derecha.